# Francisco Gómez Hernández
Francisco Gómez Hernández más conocido como Paco Gómez, alias "el Paloma", nació en 1959 en Jacarilla, provincia de Alicante, en el sureste de España. Es un empresario muy conocido en el mundo deportivo por ser patrocinador y mecenas de equipos locales de fútbol, antiguo presidente del FC Cartagena y propietario de empresas como Bodegas Francisco Goméz y Grupo Invercón. En Orihuela hizo sus primeras promociones. En 1999 hizo una gran operación en el Pilar de la Horadada que le permitió salir de apuros económicos, según fuentes del sector. Después marchó a Lorca, y ahora es uno de los grandes constructores de la Región de Murcia.
En 2014, llega a un acuerdo con Sporto Gol Man, un grupo inversor valenciano, para vender las acciones del club cartagenero (a cambio de asumir la deuda de 4 millones de euros).